# Centralnoatlaski tamazight
Centralnoatlaski tamazight  (centralni shilha, srednjoatlaski berberski, shilha; ISO 639-3: tzm), jedan od glavnih berberskih jezika kojim govori ukupno 3 150 000 ljudi. Većina govornika živi na području Atlasa u Maroku, i manji dio od 150 000 po drugim zemljama (Alžir i Francuska).
Postoje dva dijalekta, južni oranski i centralnoatlaski. Oko 40% je monolingualnih, ostali govore arapski kao drugi jezik. Piše se na arapskom, latiničnom i berberskom pismu.

## Vanjske poveznice
- Ethnologue (14th)
- Ethnologue (15th)